# Margaret Atwood
 Der er for få eller ingen kildehenvisninger i denne artikel, hvilket er et problem. Du kan hjælpe ved at angive troværdige kilder til de påstande, som fremføres i artiklen.

Margaret Eleanor "Peggy" Atwood (født 18. november 1939 i Ottawa, Ontario, Canada) er en canadisk forfatter, digter og litteraturkritiker. Hun er en af verdens bedstsælgende forfattere. I 2000 vandt hun Bookerprisen for romanen Den blinde morder.
Tjenerindens fortælling fra 1985 er grundlaget for Poul Ruders' opera af samme navn med urpremiere i 2000 og senere tv-serien The Handmaid's Tale fra 2017.
Atwood har modtaget Hans Christian Andersen Literaturpris i Odeon (Odense) 27. oktober 2024.

## Udvalgt bibliografi
- 1969 – Den spiselige kvinde (eng: The edible woman)
- 1976 – Fru Orakel (eng: Lady Oracle)
- 1985 – Tjenerindens fortælling (eng: The Handmaid's Tale)
- 1989 – Katteøje (eng: Cat's eye)
- 1996 – Alias Grace (eng: Alias Grace)
- 2000 – Den blinde morder (eng: The blind assassin)
- 2003 – Oryx og Crake (eng: Oryx and Crake)
- 2005 – Penelopiaden (eng: The Penelopiad)